# Ivica Džidić
Ivica Džidić (Mostar, 8. veljače 1984.) bivši je bosanskohercegovačko-hrvatski nogometaš. Nastupao je za Zrinjski Mostar, Dinamo Zagreb, R.A.E.C. Mons i K.V. Oostende. Zadnji klub za koji je nastupao je Široki Brijeg. Ivica Džidić je stariji brat Damira Džidića.

## Karijera

### Početak karijere
Ovaj obramebni igrač i dugogodišnji kapetan Zrinjskog iz Mostara svoju nogometnu karijeru je započeo u rodnom Mostaru. Svoje prve nogometne korake je napravio u Zrinjskom, a još kao srednjoškolac uputio se u Zagreb i tamo je s bratom Damirom nastupao za kadete i juniore Dinama. Nastupao je i za kadetsku reprezentaciju Hrvatske.

### Zrinjski Mostar
2003. došao je na posudbu u Zrinjski, no sa Zrinjskim je potpisao ugovor 2005. i tako produžio svoj boravak u Mostaru. Sa Zrinjskim osvojio je nogometnu Premijer ligu BiH u sezoni 2004./2005. U sljedećoj sezoni Premijer lige BiH (2005./2006.) dobre igre na terenu u dresu Zrinjskog i korektno ponašanje prema navijačima Zrinjskog donijeli su mu trofej "Filip Šunjić - Pipa" kao najboljem pojedincu u redovima Zrinjskog u toj sezoni. Nekoliko puta je bio pred samim odlaskom iz Zrinjskog, no to se ipak nije dogodilo i Ivica je nastavio nastupati u dresu Zrinjskog. U veljači 2008. produžio je ugovor sa Zrinjskim do 2012. godine. 4. lipnja 2008., Ivica Džidić je odigrao zadnju utakmicu u dresu Zrinjskog. Bilo je to finale Kupa Bosne i Hercegovine, u kojem je Zrinjski na kraju boljim izvođenjem jedanaesteraca porazio tuzlansku Slobodu i osvojio Nogometni kup Bosne i Hercegovine, po prvi put u svojoj povijesti.

### Belgija
Nakon zavšetka sezone 2007./2008., Džidić je napustio Zrinjski i potpisao ugovor s belgijskim Monsom. Čini se da je dočekao svoju priliku jer je dolaskom novog trenera postao standardan igrač u prvom sastavu belgijskog kluba. 26. kolovoza 2009. godine je debitirao za klub K.V. Oostende, koji nastupa u belgijskoj drugoj ligi.

### Široki Brijeg
U sezoni 2009./2010. potpisao je za Široki Brijeg za koji je nastupao do 2015.

## Vanjske poveznice
- Ivica Džidić na Soccerway
- Ivica Džidić na Transfermarkt